# Gösta Sillén
Gösta Daniel Sillén, född 17 januari 1935 i Brålanda, död 14 februari 2015 i Alingsås, var en svensk skulptör. Han var gift med Ida Isaksson-Sillén.
Sillén studerade vid Slöjdföreningens skola i Göteborg 1954–1960. Han var huvudlärare i skulptur vid Konsthögskolan Valand 1971–1976. Han har medverkat i samlings- och separatutställningar bland annat i Stockholm, Göteborg och Köpenhamn.
Bland hans offentliga arbeten märks en dopfunt till Gesäters kyrka, en skulpturgrupp i Brålanda kyrka, en altartavla till Kräbbleboda kapell i Glimåkra, relief på T-banestationen Duvbo, reliefvägg i Nya Polishuset i Malmö, Bibliotekshögskolan i Borås, kulvert i Riksdagshuset i Stockholm och Tekniska Högskolan i Stockholm. Utformning av Sveaplan, Göteborg och i samarbete med Ida Isakson dammanläggning i Nordostpassagen, Göteborg. Sillén är representerad vid bland annat Göteborgs konstmuseum.